# Budapest Európa Televízió
A Budapest Európa Televízió (rövidítve: BPETV, korábban: BP TV, Budapest Televízió) egy budapesti székhelyű, magyar nyelvű műsort sugárzó televízió. A csatorna egyike az első magyar kereskedelmi televízióknak, ám a nagy kereskedelmi adóktól eltérő üzleti modellt képviselt, sokáig sikeresen. A 2000-es évek első évtizedének második felében e televízió képernyőjén nőtt meg az ismertsége több bulvársztárnak is, mint például Fehér Anettkának.
A televízió mindennap reggel 8 órától hajnali 1-ig sugárzott, a fennmaradó időben hirdetések és képújság futott.
A csatorna ma is közvetít különböző műsorokat online, kínálatukban megtalálhatóak mulatós és egyházi tartalmak is.
A csatorna alapítója, Bródy Péter 2024-ben elhunyt.

## Története
A Budapest TV 1995-ben kezdte meg műsorszórását. Ugyan korábban is készítettek műsorokat, ezeket azonban más csatornák, főleg kerületi kábeltévék sugározták. A neve egyesek szerint egy félreértésen alapult, mivel kezdetben egyszerűen BP TV néven működött: ez a rövidítés eredetileg az alapító, Bródy Péter monogramjából származott, a köztudatba azonban Budapest TV-ként vonult be, ami később a csatorna hivatalos nevévé vált. Az adó kezdetben csak a budapesti AM-Mikrón sugározta műsorát, majd 2001. május 3-án megkezdte műholdas műsorszórását. A nagy kereskedelmi televíziók földi sugárzásának 1997-es megkezdésekor már nyilvánvaló volt, hogy sok másik versenytársával együtt a csatorna nem tudja felvenni a versenyt a látványos műsorokat gyártó, robusztus pénzügyi hátteret maguk mögött tudó TV2-vel és RTL Klubbal,  így az adó, a korban létező több, kisebb csatornával (pl. Szív TV, MSat, stb.) ellentétben egy sajátos üzleti modell irányába fordult: a televíziót nem a műsorok közötti hirdetők finanszírozták, hanem a képernyőt a saját műsoraik számára bérbe vevő vállalkozók. A Budapest TV-n így jobbára emelt díjas telefonon elérhető jövendőmondók, lelki tanácsadók és önmaguknak nyilvánosságot kereső együttesek jelentek meg. A műsorok elavult technikával, gyakran forgatókönyv nélkül, másutt már megszokott látványelemeket nélkülözve és számos hibával készültek. Az internetes közösségek hamar felfigyeltek az önmagával szemben csak alacsony elvárásokat támasztó televízióra és műsorainak mulatságos pillanatait egymás után töltögették fel a videómegosztó portálokra.

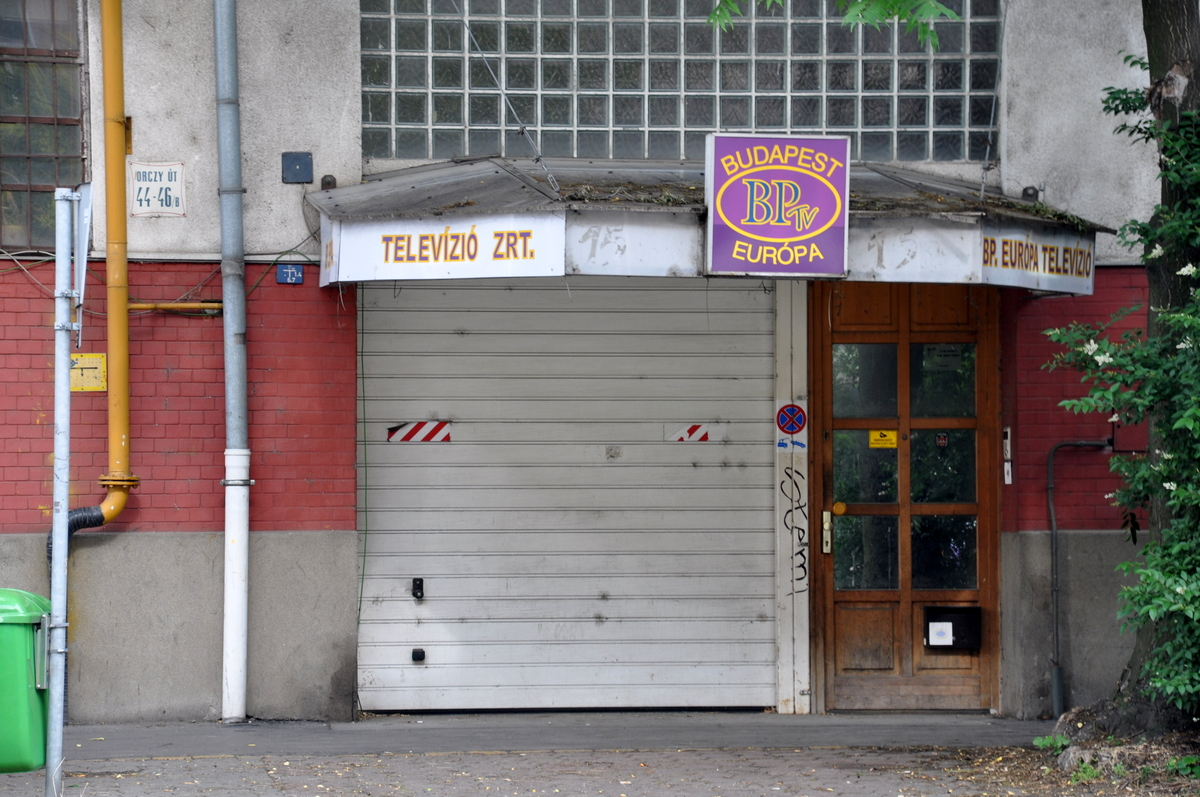
A televízió budapesti, Orczy úti központja (2009-ig)

2005-ben kiadtak egy könyvet, "15 éves a Budapest Televízió" címmel (bár a csatorna még csak 10 éves volt, valószínűleg más csatornák számára akkor kezdtek műsorokat készíteni). A társaság jelentős tartozásokat halmozott fel beszállítóival és az ORTT-vel szemben, így 2006-ban egyik izraeli hitelezője kezdeményezte a televízió felszámolását. A költségek mindenáron alacsonyan tartását üzleti modelljébe foglaló televíziót igen megviselte a 2008-ban kitört gazdasági válság, amelynek nyomán hirdetési bevételei mellett a műsoridő értékesítéséből származó pénz is egyre kevesebb lett. 2009 áprilisában felszámolóbiztost neveztek ki a csatornát működtető vállalkozás élére. A céget vezető Bródy Péter és a felszámolóbiztos között többször majdnem tettlegességig fajult a viszony, miután a felszámolóbiztos megakadályozta, hogy Bródy a televízió értékes vagyonelemeit egy új társaságba átmentse. A televíziót 2009. augusztus 30-án éjfélkor a felszámolóbiztos lekapcsoltatta a kábelhálózatokról. A televízió új társaságba való átmentésén munkálkodó Bródy 2009. szeptember 4-én új műholdról, Budapest Európa TV néven újraindította a csatornát. Az új néven történő próbálkozás ellenére azonban a kábel- és műholdas televíziós társaságok döntő része már nem tette vissza kínálatába az igen alacsony színvonalú műsorokat sugárzó programot, így azóta a csatorna adása csak online érhető el.
A piacról kiszorulni látszó televízió stúdiója 2009. október 29-én furcsa körülmények között leégett. Ugyanezen évben a vállalkozás az adósságok és a ridegre forduló üzleti környezet miatt csődbe ment. A felszámolási eljárás után maradt Budapest Európa TV Nagyváradra tette át székhelyét, addig székhelye Budapesten, a józsefvárosi Orczy út 44-48/B alatt volt.

## Ismert műsorok és arcok
2003-ban a Budapest TV képernyőjén jelentkezett az ATV-ből kiszorult, jobboldali újságírókat tömörítő Sajtóklub. Több, később más kereskedelmi adóknál befutott bulvársztár töltötte pályafutásának egy szakaszát a Budapest Televíziónál: másfél évtizeden át dolgozott az adónak Kiszel Tünde, ezen a csatornán „gyógyított” Gyurcsok József és Tihanyi Tamás, 2000 után pedig megjelent a képernyőn Anettka, aki ugyan nem növelte meg az adó nézettségét, de botrányokkal kísért műsorai országos ismertséget hoztak a televízió és saját maga számára is, így a Budapest Televízió és Fehér Anettka neve hosszú időre összeforrt. Anettka csak a 2000-es évek közepén kezdett eltávolodni a csatornától, műsorai 2006 őszén hirtelen lekerültek a Budapest TV képernyőjéről. Anettka mellett megjelent a képernyőn Csala Zsuzsa, Sáfár Anikó, Straub Dezső, Puzsér Róbert, Gerencsér Tamás és Ihos József, Dávid Sándor stb. Puzsér Róbert műsora, a Na, mi újság? egy médiahack volt, amely ORTT által kiszabott büntetést is maga után vont.

## Korábbi műholdas vétel
```
Műhold: Thor 6
1 fok nyugat
Transponder: 11
polarizáció: vertikális
freq: 11919
 
GHz
symbol rate: 28.000 Ms/s
FEC: 7/8
[
12
]
```